# Associazione Sportiva L'Aquila 1980-1981
Questa voce raccoglie le informazioni riguardanti l'Associazione Sportiva L'Aquila nelle competizioni ufficiali della stagione 1980-1981.

## Stagione
Per l'Associazione Sportiva L'Aquila, la stagione 1980-1981 è stata la 2ª in Serie C2 e la 21ª complessiva nel quarto livello del campionato di calcio italiano. Il club partecipò inoltre per la 2ª volta alla Coppa Italia Semiprofessionisti.
Il neo-presidente Luigi Galeota, subentrato al termine della stagione precedente a Tonino Angelini, confermò l'allenatore Carlo Orlandi e rivoluzionò buona parte della rosa che l'anno prima aveva ben figurato nel primo campionato di Serie C2. Inserita nel girone C con l'Avezzano, mentre alle corregionali Chieti, Lanciano e Teramo capitò il meno impegnativo girone B, L'Aquila andò in grande difficoltà; durante la stagione i rossoblù cambiarono per ben cinque volte la guida tecnica (si passò da Orlandi a Bettini quindi a Tiberi, Perli, nuovamente Orlandi e infine ancora Bettini) e alla fine si salvarono per una manciata di punti chiudendo il campionato in 13ª posizione.

## Rosa
| N. |                   | Ruolo | Calciatore           |
| -- | ----------------- | ----- | -------------------- |
|    | Italia (bandiera) | C     | Gabriele Baldassarri |
|    | Italia (bandiera) | A     | Massimo Bergomi      |
|    | Italia (bandiera) | D     | Luigi Cavalli        |
|    | Italia (bandiera) | D     | Gian Luca Cesaro     |
|    | Italia (bandiera) | C     | Valdo Cherubini      |
|    | Italia (bandiera) | C     | Antonello Ciocca     |
|    | Italia (bandiera) | C     | Massimo Croce        |
|    | Italia (bandiera) | A     | Stefano D'Aversa     |
|    | Italia (bandiera) | P     | Claudio Del Ciello   |
|    | Italia (bandiera) | C     | Luciano Del Pinto    |
|    | Italia (bandiera) | C     | Mauro Di Virgilio    |
|    | Italia (bandiera) | A     | Marco Fabrizi        |
|    | Italia (bandiera) | D     | Pietro Ferzoco       |
|    | Italia (bandiera) | A     | Orazio Graziani      |

| N. |                   | Ruolo | Calciatore          |
| -- | ----------------- | ----- | ------------------- |
|    | Italia (bandiera) | D     | Francesco Leonardis |
|    | Italia (bandiera) | C     | Carmine Lepidi      |
|    | Italia (bandiera) | A     | Salvatore Militello |
|    | Italia (bandiera) | D     | Carlo Negri         |
|    | Italia (bandiera) | C     | Angelo Paolanti     |
|    | Italia (bandiera) | D     | Giuseppe Puma       |
|    | Italia (bandiera) | C     | Giovanni Rosati     |
|    | Italia (bandiera) | C     | Domenico Salutari   |
|    | Italia (bandiera) | C     | Renzo Sandri        |
|    | Italia (bandiera) | D     | Marco Scisciola     |
|    | Italia (bandiera) | J     | Claudio Sebastiani  |
|    | Italia (bandiera) | D     | Renzo Tarantelli    |
|    | Italia (bandiera) | P     | Emidio Verdecchia   |
|    | Italia (bandiera) | C     | Antonio Zuppa       |

## Risultati

### Campionato

#### Girone di andata
| 28 settembre 1980 1ª giornata | L'Aquila | 0 – 1 | Sant'Elena |  |

| 19 ottobre 1980 2ª giornata | Formia | 1 – 3 | L'Aquila |  |

| 9 novembre 1980 3ª giornata | Casalotti | 2 – 0 | L'Aquila |  |

| 30 novembre 1980 4ª giornata | Latina | 1 – 0 | L'Aquila |  |

| 21 dicembre 1980 5ª giornata | L'Aquila | 1 – 1 | Rondinella |  |

| 18 gennaio 1981 6ª giornata | Montecatini | 1 – 2 | L'Aquila |  |

| 5 ottobre 1980 7ª giornata | Grosseto | 0 – 0 | L'Aquila |  |

| 26 ottobre 1980 8ª giornata | L'Aquila | 1 – 1 | Sangiovannese |  |

| 16 novembre 1980 9ª giornata | Banco di Roma | 1 – 1 | L'Aquila |  |

| 7 dicembre 1980 10ª giornata | L'Aquila | 1 – 1 | ALMAS |  |

| 5 gennaio 1981 11ª giornata | Cerretese | 1 – 0 | L'Aquila |  |

| 25 gennaio 1981 12ª giornata | L'Aquila | 2 – 0 | Siena |  |

| 12 ottobre 1980 13ª giornata | L'Aquila | 0 – 1 | Casertana |  |

| 2 novembre 1980 14ª giornata | L'Aquila | 2 – 0 | Montevarchi |  |

| 23 novembre 1980 15ª giornata | L'Aquila | 2 – 0 | Civitavecchia |  |

| 14 dicembre 1980 16ª giornata | Avezzano | 1 – 0 | L'Aquila |  |

| 11 gennaio 1981 17ª giornata | L'Aquila | 0 – 0 | Sansepolcro |  |

#### Girone di ritorno
| 1º febbraio 1981 18ª giornata | Sant'Elena | 1 – 0 | L'Aquila |  |

| 22 febbraio 1981 19ª giornata | L'Aquila | 1 – 0 | Formia |  |

| 15 marzo 1981 20ª giornata | L'Aquila | 1 – 1 | Casalotti |  |

| 12 aprile 1981 21ª giornata | L'Aquila | 0 – 1 | Latina |  |

| 10 maggio 1981 22ª giornata | Rondinella | 2 – 1 | L'Aquila |  |

| 31 maggio 1981 23ª giornata | L'Aquila | 1 – 0 | Montecatini |  |

| 8 febbraio 1981 24ª giornata | L'Aquila | 1 – 1 | Grosseto |  |

| 1º marzo 1981 25ª giornata | Sangiovannese | 2 – 1 | L'Aquila |  |

| 29 marzo 1981 26ª giornata | L'Aquila | 0 – 2 | Banco di Roma |  |

| 26 aprile 1981 27ª giornata | ALMAS | 0 – 0 | L'Aquila |  |

| 17 maggio 1981 28ª giornata | L'Aquila | 2 – 1 | Cerretese |  |

| 7 giugno 1981 29ª giornata | Siena | 3 – 0 | L'Aquila |  |

| 15 febbraio 1981 30ª giornata | Casertana | 1 – 1 | L'Aquila |  |

| 8 marzo 1981 31ª giornata | Montevarchi | 0 – 0 | L'Aquila |  |

| 5 aprile 1981 32ª giornata | Civitavecchia | 0 – 0 | L'Aquila |  |

| 3 maggio 1981 33ª giornata | L'Aquila | 1 – 1 | Avezzano |  |

| 24 maggio 1981 34ª giornata | Sansepolcro | 1 – 1 | L'Aquila |  |

## Statistiche

### Statistiche di squadra
| Competizione                    | Punti | In casa               | In casa               | In casa               | In casa               | In casa               | In casa               | In trasferta          | In trasferta          | In trasferta          | In trasferta          | In trasferta          | In trasferta          | Totale                | Totale                | Totale                | Totale                | Totale                | Totale                | DR |
| Competizione                    | Punti | G                     | V                     | N                     | P                     | Gf                    | Gs                    | G                     | V                     | N                     | P                     | Gf                    | Gs                    | G                     | V                     | N                     | P                     | Gf                    | Gs                    | DR |
| ------------------------------- | ----- | --------------------- | --------------------- | --------------------- | --------------------- | --------------------- | --------------------- | --------------------- | --------------------- | --------------------- | --------------------- | --------------------- | --------------------- | --------------------- | --------------------- | --------------------- | --------------------- | --------------------- | --------------------- | -- |
| Serie C2                        | 30    | 17                    | 6                     | 7                     | 4                     | 16                    | 12                    | 17                    | 2                     | 7                     | 8                     | 10                    | 18                    | 34                    | 8                     | 14                    | 12                    | 26                    | 30                    | -4 |
| Coppa Italia Semiprofessionisti | -     | Dati non disponibili. | Dati non disponibili. | Dati non disponibili. | Dati non disponibili. | Dati non disponibili. | Dati non disponibili. | Dati non disponibili. | Dati non disponibili. | Dati non disponibili. | Dati non disponibili. | Dati non disponibili. | Dati non disponibili. | Dati non disponibili. | Dati non disponibili. | Dati non disponibili. | Dati non disponibili. | Dati non disponibili. | Dati non disponibili. | -  |
| Totale                          | -     | 17                    | 6                     | 7                     | 4                     | 16                    | 12                    | 17                    | 2                     | 7                     | 8                     | 10                    | 18                    | 34                    | 8                     | 14                    | 12                    | 26                    | 30                    | -4 |